# 타이족
타이족(泰族, Tai peoples)은 타이계 언어를 쓰는 여러 민족을 통틀어 이르는 말이다. 타이, 라오스, 베트남, 미얀마 북/동부, 캄보디아, 중국 남부 등에 주로 분포해 있다. 타이의 타이인과 라오스의 라오인, 시솽반나 다이족 자치주의 다이족, 광시좡족 자치구의 좡족은 대표적인 타이족의 일파이다.

## 목록

### 북부 분파
- 샨족
- 따이야족
- 따이느아족
- 캄티족
- 따이라잉족
- 따이파케족
- 타이 아이톤족
- 캄양족
- 타이 아홈족
- 투룽족
- 사빠족
- 타이 카사이족

### 치앙샌 분파
- 타이족
- 북타이족
- 라오족
- 베트남 따이족
  - 따이담족
  - 따이댕족
  - 따이돈족
  - 따이빠오족
  - 따이딱족
- 따이르족
- 따이큰족
- 푸안족
- 라오송족

### 남부 분파
- 남타이족